# Eyke
Eyke – wieś w Anglii, w hrabstwie Suffolk, w dystrykcie East Suffolk. Leży 17 km na wschód od miasta Ipswich i 124 km na północny wschód od Londynu.